# تاکومی ناکامورا
تاکومی ناکامورا (ژاپنی: 中村 拓海؛ زادهٔ ۱۶ مارس ۲۰۰۱) یک بازیکن فوتبال اهل ژاپن است.
از باشگاه‌هایی که در آن بازی کرده‌است می‌توان به باشگاه فوتبال توکیو اشاره کرد.